# Tiril Eckhoff
Tiril Eckhoff (Bærum, 21 maggio 1990) è un'ex biatleta norvegese.

## Biografia
In Coppa del Mondo ha esordito il 17 marzo 2011 a Oslo Holmenkollen (50ª), ha ottenuto il primo podio il 10 marzo 2013 a Soči Krasnaja Poljana (3ª) e la prima vittoria il 6 dicembre 2014 a Östersund.
In carriera ha preso parte a due edizioni dei Giochi olimpici invernali, Soči 2014 (18ª nella sprint, 18ª nell'individuale, 24ª nell'inseguimento, 3ª nella partenza in linea, 2ª nella staffetta, 1ª nella staffetta mista) e Pyeongchang 2018 (24ª nella sprint, 9ª nell'inseguimento, 23ª nell'individuale, 3ª nella partenza in linea, 4ª nella staffetta e 2ª nella staffetta mista), e a sei dei Campionati mondiali, vincendo quindici medaglie.
Si è ufficialmente ritirata dall'agonismo nel marzo 2023, dopo un anno di inattività per problemi di salute.

## Palmarès

### Olimpiadi
- 8 medaglie:
  - 2 ori (staffetta mista[2] a Soči 2014; staffetta mista a Pechino 2022)
  - 3 argenti (staffetta a Soči 2014; staffetta mista a Pyeongchang 2018; partenza in linea a Pechino 2022)
  - 3 bronzi (partenza in linea a Soči 2014; partenza in linea a Pyeongchang 2018; inseguimento a Pechino 2022)

### Mondiali
- 15 medaglie:
  - 10 ori (sprint[2], staffetta[2] a Oslo Holmenkollen 2016; staffetta mista[2], staffetta[2] a Östersund 2019; staffetta mista[2], staffetta[2] ad Anterselva 2020; staffetta mista[2], sprint[2], inseguimento[2], staffetta femminile[2] a Pokljuka 2021)
  - 2 argenti (inseguimento[2] a Östersund 2019; staffetta mista individuale[2] a Pokljuka 2021)
  - 3 bronzi (staffetta mista[2] a Kontiolahti 2015; staffetta mista[2] a Oslo Holmenkollen 2016; mass start[2] a Pokljuka 2021)

### Coppa del Mondo
- Vincitrice della Coppa del Mondo nel 2021
- Vincitrice della Coppa del Mondo di sprint nel 2021
- Vincitrice della Coppa del Mondo di inseguimento nel 2020 e nel 2021
- 65 podi (40 individuali, 25 a squadre), oltre a quelli conquistati in sede olimpica e iridata e validi anche ai fini della Coppa del Mondo:
  - 39 vittorie (26 individuali, 13 a squadre)
  - 13 secondi posti (7 individuali, 6 a squadre)
  - 13 terzi posti (7 individuali, 6 a squadre)

#### Coppa del Mondo - vittorie
| Data             | Località                | Nazione   | Spec.                                                                                   |
| ---------------- | ----------------------- | --------- | --------------------------------------------------------------------------------------- |
| 6 dicembre 2014  | Östersund               | Svezia    | SP                                                                                      |
| 6 febbraio 2015  | Nové Město na Moravě    | Rep. Ceca | MX (con Fanny Horn, Johannes Thingnes Bø e Tarjei Bø)                                   |
| 29 novembre 2015 | Östersund               | Svezia    | MX (con Fanny Horn, Johannes Thingnes Bø e Tarjei Bø)                                   |
| 10 marzo 2017    | Kontiolahti             | Finlandia | SP                                                                                      |
| 19 marzo 2017    | Oslo Holmenkollen       | Norvegia  | MS                                                                                      |
| 26 novembre 2017 | Östersund               | Svezia    | MX (con Ingrid Landmark Tandrevold, Johannes Thingnes Bø ed Emil Hegle Svendsen)        |
| 18 gennaio 2018  | Anterselva              | Italia    | SP                                                                                      |
| 7 febbraio 2019  | Canmore                 | Canada    | SIN                                                                                     |
| 8 dicembre 2019  | Östersund               | Svezia    | RL (con Karoline Offigstad Knotten, Ingrid Landmark Tandrevold e Marte Olsbu Røiseland) |
| 14 dicembre 2019 | Hochfilzen              | Austria   | RL (con Karoline Offigstad Knotten, Ingrid Landmark Tandrevold e Marte Olsbu Røiseland) |
| 14 dicembre 2019 | Hochfilzen              | Austria   | PU                                                                                      |
| 20 dicembre 2019 | Annecy Le Grand-Bornand | Francia   | SP                                                                                      |
| 21 dicembre 2019 | Annecy Le Grand-Bornand | Francia   | PU                                                                                      |
| 22 dicembre 2019 | Annecy Le Grand-Bornand | Francia   | MS                                                                                      |
| 11 gennaio 2020  | Oberhof                 | Germania  | RL (con Synnøve Solemdal, Ingrid Landmark Tandrevold e Marte Olsbu Røiseland)           |
| 15 gennaio 2020  | Ruhpolding              | Germania  | SP                                                                                      |
| 17 gennaio 2020  | Ruhpolding              | Germania  | RL (con Karoline Offigstad Knotten, Ingrid Landmark Tandrevold e Marte Olsbu Røiseland) |
| 19 gennaio 2020  | Ruhpolding              | Germania  | PU                                                                                      |
| 7 marzo 2020     | Nové Město na Moravě    | Rep. Ceca | RL (con Karoline Offigstad Knotten, Ida Lien e Ingrid Landmark Tandrevold)              |
| 8 marzo 2020     | Nové Město na Moravě    | Rep. Ceca | MS                                                                                      |
| 6 dicembre 2020  | Kontiolahti             | Finlandia | PU                                                                                      |
| 12 dicembre 2020 | Hochfilzen              | Austria   | RL (con Karoline Offigstad Knotten, Ingrid Landmark Tandrevold e Marte Olsbu Røiseland) |
| 18 dicembre 2020 | Hochfilzen              | Austria   | SP                                                                                      |
| 19 dicembre 2020 | Hochfilzen              | Austria   | PU                                                                                      |
| 8 gennaio 2021   | Oberhof                 | Germania  | SP                                                                                      |
| 9 gennaio 2021   | Oberhof                 | Germania  | PU                                                                                      |
| 14 gennaio 2021  | Oberhof                 | Germania  | SP                                                                                      |
| 6 marzo 2021     | Nové Město na Moravě    | Rep. Ceca | SP                                                                                      |
| 7 marzo 2021     | Nové Město na Moravě    | Rep. Ceca | PU                                                                                      |
| 12 marzo 2021    | Nové Město na Moravě    | Rep. Ceca | SP                                                                                      |
| 13 marzo 2021    | Nové Město na Moravě    | Rep. Ceca | PU                                                                                      |
| 14 marzo 2021    | Nové Město na Moravě    | Rep. Ceca | MX (con Marte Olsbu Røiseland, Tarjei Bø e Johannes Thingnes Bø)                        |
| 19 marzo 2021    | Östersund               | Svezia    | SP                                                                                      |
| 22 gennaio 2022  | Anterselva              | Italia    | RL (con Karoline Offigstad Knotten, Ida Lien e Ingrid Landmark Tandrevold)              |
| 3 marzo 2022     | Kontiolahti             | Finlandia | RL (con Marte Olsbu Røiseland, Ida Lien e Ingrid Landmark Tandrevold)                   |
| 6 marzo 2022     | Kontiolahti             | Finlandia | PU                                                                                      |
| 13 marzo 2022    | Otepää                  | Estonia   | MX (con Sivert Guttorm Bakken, Vetle Sjåstad Christiansen e Ingrid Landmark Tandrevold) |
| 18 marzo 2022    | Oslo Holmenkollen       | Norvegia  | SP                                                                                      |
| 19 marzo 2022    | Oslo Holmenkollen       | Norvegia  | PU                                                                                      |

Legenda:

SP = sprint

PU = inseguimento

MS = partenza in linea

IN = individuale

SIN = short individual

RL = staffetta

MX = staffetta mista